# El primer gol del pueblo chileno
El primer gol del pueblo chileno es un mural creado en 1971 por el pintor chileno Roberto Matta y pintado junto con la Brigada Ramona Parra, perteneciente al Partido Comunista de Chile.
En 2015 fue declarado Monumento Nacional por el Consejo de Monumentos Nacionales (CMN), y se encuentra en el Centro Cultural Espacio Matta, en la comuna santiaguina de La Granja.

## Historia
Fue creado por Roberto Matta en conjunto con la Brigada Ramona Parra, y sólo fue exhibido por tres años. La obra comprende de 24 metros de largo y alrededor de 5 metros de ancho, fue tapado por alrededor de 14 capas de pintura y otros materiales hasta ser restaurada en 2005 por la Corporación Cultural de La Granja donde se encontraba el pintor chileno Jaime Poblete.
Fue pintado en conmemoración del primer aniversario del gobierno de Salvador Allende, con el cual Matta simpatizaba de gran manera, siendo localizado en la piscina pública al costado de la municipalidad de La Granja, un suburbio al sur de Santiago de Chile. En el año 1971, Roberto Matta viaja desde Europa especialmente a dar su apoyo al gobierno de la Unidad Popular. Matta se refirió a la importancia de la ayuda de la Brigada Ramona Parra:

“-Roberto, ¿qué importancia crees que tiene para la Brigada Ramona Parra este trabajo en conjunto contigo? (entrevistador)

-Tiene un valor político, es como la primera "chuteada" de un juego. La BRP tiene que jugar no sólo conmigo, sino que con otros pintores. Sacar a los artistas de esa especie de asilamiento.” (Matta)

El mural fue terminado el 25 de noviembre de 1971.

### Tras el golpe militar
El 11 de septiembre de 1973 el Almirante de la Armada de Chile José Toribio Merino encabeza un golpe de Estado en Chile, al que se integran los altos mandos del Ejército de Chile, General Augusto Pinochet, de la Fuerza Aérea de Chile, Comandante en Jefe Gustavo Leigh, y de Carabineros de Chile, General Director César Mendoza. Este Golpe de Estado reemplaza al gobierno socialista de Salvador Allende por una dictadura militar. Una de las principales acciones de la Junta Militar fue la destrucción de elementos alusivos a la izquierda, ya fuese pintura, música y canciones, además del exilio, persecución o asesinato de personas consideradas opositoras al Gobierno de Facto; como el músico Víctor Jara, ejecutado el 16 de septiembre de 1973. El mural de Matta no fue una excepción y pasó a ser recubierto con varias capas sucesivas de pintura lo que estuvo cerca de provocarle daños irreversibles. Por lo demás, el régimen se encargó de hacer pasar al completo olvido este trabajo mural del artista.

### Redescubrimiento
El 1 de abril de 2005, el alcalde de La Granja Claudio Arriagada, invitó al restaurador Francisco González Lineros a evaluar la factibilidad de restauración del mural. Mediante análisis científicos como evaluación estratigráfica, González pudo demostrar la posibilidad cierta de restauración en niveles adecuados para que en proyección, pudiese considerarse patrimonio artístico e histórico. Con los resultados sobre la mesa, el alcalde junto al consejo municipal aprobaron un primer aporte por medio de una subvención municipal para contratar la restauración del mural de Matta por medio de la Corporación Cultural de La Granja. Posteriormente, el Gobierno Regional Metropolitano de Santiago aprobó por simple mayoría un proyecto para complementar el trabajo de restauración del Mural.
Se realizó una profunda investigación que incluía a exintegrantes de la BRP, amigos de Matta, artistas de la época, e incluso con Manuel Ureta, la persona que tuvo la obligación de ocultar el mural. El trabajo de restauración contempló limpieza mecánica, consolidación cromática y reintegración cromática y fue efectuado por cinco especialistas junto al restaurador durante 1 año y 8 meses, entre agosto de 2005 y abril de 2007, logrando un 95% de visualidad (65% original, 30% reintegrado cromáticamente y sólo 5% se perdió). El mural fue presentado públicamente por el alcalde Arriagada y las autoridades de la I. Municipalidad de La Granja, el 13 de septiembre de 2008 ante más de 2.500 personas, entre las cuales se contó con el gran escultor Sergio Castillo. En la ocasión, se mostró también la maqueta del proyecto de construcción del lugar que conserva actualmente el mural: el Centro Cultural Espacio Matta (CCEM).
El 13 de noviembre de 2008, el canal público chileno TVN estrenó en el auditorium de la Ilustre Municipalidad de La Granja la película "El último gol de Matta", que detallaba paso a paso la historia de la restauración del mural pintado en el año 1971. Se mostró en el programa cultural llamado "La cultura entretenida" luego de tres años de investigación, siendo encabezado por la periodista y conductora del programa Mónica Rincón. Aparte de mostrar los momentos de restauración del mural, se analizó su historia desde el período de Augusto Pinochet hasta el día en que se estrenó al público y poniendo gran énfasis en los íconos e imágenes que quería representar el pintor chileno al crear esta obra.

## Centro Cultural Espacio Matta
En 2008 la consultora Atelier se adjudica a través de una licitación pública el desarrollo del proyecto "Centro Cultural Espacio Matta" en los espacios inmediatos al mural "El primer gol del pueblo chileno". La propuesta arquitectónica logra poner en valor al bien patrimonial gracias a que se generan vistas hacia el mural desde distintos lugares del edificio. De esa forma, la actividad creativa, de exposición y de representación del Centro Cultural se ve acompañada en todo momento de la memoria y valor histórico que transmite la obra mural. El proyecto se construye durante el año 2009 y principios de 2010 generando para el sector sur de la ciudad de Santiago una nueva oferta para el desarrollo cultural de los vecinos.
En 2016 el Centro Cultural Espacio Matta, junto a la Dirección Regional de Comisión Nacional de Televisión y Novasur, patrocinan un programa para niños llamado La Pichanga y constó de dos capítulos para su canal web, donde participó el joven actor Oliver Borner. Realizado por productora audiovisual Publicar, música original y con efectos de animación (Motion Graphics) de las pinturas del mural histórico.

## Monumento Nacional
El 10 de abril de 2015, mediante el Decreto 124 el Consejo de Monumentos Nacionales (CMN) dependiente del Ministerio de Educación declaró el mural como Monumento Nacional de Chile. La declaratoria fue hecha un año después de que el municipio granjino postulara a la obra de Matta a esta categoría. De este modo se suma al catálogo del CMN junto a otros 17 murales existentes en el país y se transforma en el primer monumento nacional de la comuna de La Granja.